# Мисик Василь Олександрович
Васи́ль Олекса́ндрович Ми́сик (нар.24 липня 1907, Новопавлівка Павлоградського повіту Катеринославської губернії — пом.3 березня 1983, Харків) — український та радянський поет, перекладач Байрона, Шекспіра, Шеллі, Бернса, Лонгфелло, Кітса, Вітмена, Гете, Гельдерліна, Беранже, Жака Превера. Син православного священика. В'язень російських та німецьких концтаборів.

### Ранній дебют
Народився 24 липня 1907 року у волосному центрі містечку Новопавлівка Павлоградського повіту Катеринославської губернії в родині православного священика. 1922 закінчив семирічку, де навчався мови й літератури у Аркадія Казки, який запримітив поетичне обдарування юнака. Зшиток із його віршами Казка надіслав своєму другові Павлу Тичині, а той, у свою чергу, показав поезії школяра Миколі Зерову, Максиму Рильському, Павлу Филиповичу. Відтоді після публікації (1923) кількох поезій у журналі «Червоний шлях» Василь Мисик став учасником літературного процесу в окупованій Україні.
1926 переїхав до Харкова, влаштувався коректором у друкарні, а згодом став бібліотекарем у Будинку літератури імені Василя Блакитного. 1927 побачила світ його перша збірка «Трави».
Одночасно з творенням оригінальних поезій Мисик багато перекладав. Ще навчаючись у школі, виявив неабиякий інтерес до чужоземних мов: самотужки оволодів німецькою, французькою. Живучи в Харкові, став відвідувати курси англійської. Там же вступив до технікуму сходознавства. Мисик перекладав з білоруської, есперанто, їдиш, польської, німецької, французької, а найбільше — з англійської, перської і таджицької. Вважається першим перекладачем з есперанто на українську мову: «Колискова» (Lulkanto) Євгена Михальського (Авангард, 3, 1929).
27-річний Мисик уже був автором поетичних збірок «Трави», «Блакитний міст», «Чотири вітри», «Будівники», збірки оповідань «Ґалаґанів сон», двох книжок нарисів про Схід, численних перекладів. Він належав до літературної організації «Плуг», але за своєю творчою позицією був близьким до групи так званих «неокласиків».
Василь Мисик був членом літературних організацій Пролітфронт, Всеукраїнської спілки пролетарських письменників.

### Кримінальні гоніння
Уночі 4 листопада 1934 року за постановою Харківського ДПУ у справі зі звинувачення «у приналежності до ОУН і підготовці терактів проти керівних діячів партії та уряду» В. Мисика було заарештовано в його квартирі у будинку «Слово». За свідченням Василя Минка, який жив у тому ж будинку поверхом вище, Мисика заарештували помилково — ордер був виписаний саме на нього.
Через півроку — через брак достатніх даних — слідство було припинено.
За постановою оперуповноваженого СПВ УДБ НКВС УРСР у Харківській області від 9 листопада 1934 його направили в Київ, де було сконцентроване слідство у справі зі звинувачення великої групи української інтелігенції у приналежності до ОУН і підготовці терактів проти керівних діячів партії та уряду, що інкримінувалося й Мисикові як членові «харківської терористичної групи» (крім Мисика, за фальшивими показаннями А. Біленького-Березинського, до «харківської групи» належали Р. Сказинський та Р. Шевченко). 13–15 грудня виїзна сесія Військової колегії Верховного суду СРСР під головуванням Ульріха засудила 28 звинувачуваних у цій справі до розстрілу — зокрема Григорія Косинку, Дмитра Фальківського, Костя Буревія, Олексу Влизька, Івана і Тараса Крушельницьких, Р. Шевченка, Р. Сказинського. Справу Мисика, який, попри всі тортури, категорично відмовився визнати себе винним, направили на додаткове розслідування — разом із справами ще вісьмох звинувачуваних.
26 лютого 1935 затверджено обвинувальний висновок. Через брак достатніх даних, щоб віддати Мисика до суду, слідство у його справі припинили. Водночас постановлялося направити справу на «особливу нараду» при НКВС СРСР з клопотанням про ув'язнення його у виправно-трудовий табір строком на 5 років — «беручи до уваги, що Мисик виходець з попівської родини і був зв'язаний з українськими націоналістичними елементами, а тому є особою соціально небезпечною і його перебування в Україні в нинішній час небажане»…Після численних тортур та кількох інсценувань розстрілу з метою вибити потрібні НКВД показання від В.Мисика, 19 липня 1935 Особлива нарада при НКВС СРСР засудила його до 5 років виправно-трудових таборів. Незаслужене покарання Мисик відбував на Соловках.
Навесні 1940 поет, після відбуття каторги, оселився в рідному селі. З 1941 примусово мобілізований до російського війська, потрапив у полон у Кримській операції сталінського командування, де в німецький полон потрапило до мільйона солдат і офіцерів, як згадував сам Мисик. Навесні 1945 разом із групою полонених солдатів, виведених до глибокої кручі в німецькому лісі на розстріл, за командою Василя Мисика, всі полонені німецького табору стрибнули з кручі в невідомість або смерть. Дивом кілька чоловік спаслися, тікаючи через ліси і пущі, харчуючись корінцями і буковими горішками, поки натрапили на американський гарнізон, де їх прийняли дуже добре, нагодували, напоїли. Так пригодилось знання Мисиком англійської мови, що американці пропонували всій групі американське підданство. Але Василь Мисик відмовився.

### Повернення в літературу
Після репатріації до СРСР почалося, поступове творче відродження поета. 1956 з Мисика раптом зняли всі звинувачення. 16 жовтня 1956 ухвалою військового трибуналу Київського військового округу його реабілітували.
Починаючи з 1958 одна за одною виходять поетичні книжки Мисика: «Вибране» (1958), збірки лірики «Борозни» (1962), «Верховіття» (1963), «Чорнотроп» (1966), «Біля криниці» (1967), «Берег» (1972), «Планета» (1977), Твори в 2-х томах. Виступає В. Мисик також у жанрах оповідання й нарису: «Ґалаґанів сон» (1930), «Тисячі кілометрів», «Казахстанська магістраль» (1932), «Брянський ліс» (1978).
На окрему увагу заслуговує плідна перекладацька спадщина В. Мисика, за яку 1977 року поета було відзначено премією імені М. Рильського. У Мисикових інтерпретаціях українською мовою побачили світ поезії Байрона, Шекспіра, Пушкіна, Шеллі, Бернса, Лонгфелло, Кітса, Уїтмена, Гете, Гельдерліна, Беранже, Жака Превера та інших європейських авторів. Як фаховий сходознавець В. Мисик перекладав твори багатьох поетів Сходу: Рудакі (Вибране, 1962), Омара Хаяма (Рубаї, 1965), Гафіза (Лірика, 1971), Фірдоусі (З «Шах-Наме», 1975). В 1990 році видавництво Дніпро видало книгу «Захід і схід. (Майстри поетичного перекладу)»  [Архівовано 13 травня 2015 у Wayback Machine.], яка містить зразки найкращих перекладів В. Мисика.
Помер Василь Мисик на сімдесят шостому році життя 3 березня 1983 року. Творчість В. Мисика досліджували в Україні В. Хитрук, В. Іванисенко, О. Тимченко, Б. Корсунська, І. Драч, О. Лупій, О. Шугай та ін. Низку творів поета перекладено російською, білоруською, чеською, болгарською та іншими мовами.
До 100-річчя поета у Харкові вийшла книжка вибраної лірики Василя Мисика «Чорнотроп» (видавництво «Майдан», 2007, вступне слово А. Перерви. Упорядник І. Перепеляк).

## Літературні премії
- 1977 — Республіканська премія імені Максима Рильського за переклади українською мовою поезій Роберта Бернса, Джорджа Гордона Байрона, Гете, Персі Біші Шеллі, Джона Кітса, Волта Вітмена, Рудакі, Нізамі, Гафіза, Джамі, Омара Хаяма.

## Видані книги

### Власні твори
- «Трави» (1927).
- «Блакитний міст» (1929).
- «Чотири вітри» [Архівовано 30 листопада 2018 у Wayback Machine.](1930).
- «Галаганів сон» [Архівовано 30 листопада 2018 у Wayback Machine.] (1930).
- «Тисячі кілометрів» (1932).
- «Казахстанська магістраль» [Архівовано 30 листопада 2018 у Wayback Machine.] (1932).
- «Будівники» [Архівовано 30 листопада 2018 у Wayback Machine.] (1933).
- «Турксиб» (1934).
- «Знайко» (1960).
- «Борозни» (1962).
- «Верховіття» (1963).
- «Чорнотроп» (1966).
- «Біля криниці» (1967).
- «Лан» (вибране, 1970).
- «Берег» (1972).
- «Планета» (1977).
- «Брянський ліс» (оповідання, 1978).

### Переклади
- «Пісні та поеми» Роберта Бернса (1932).
- «Вибране» Роберта Бернса [Архівовано 14 травня 2015 у Wayback Machine.] (разом із Миколою Лукашем, 1959).
- «Вибране» Рудакі (1962).
- «Королі і капуста» О'Генрі (1962). [Архівовано 13 травня 2015 у Wayback Machine.]
- «Тимон Афінський» Вільяма Шекспіра (1964).
- «Рубаї» Омара Хаяма (1965).
- «Вибрані поезії» Джона Кітса (1968). [Архівовано 14 травня 2015 у Wayback Machine.]
- «Лірика» Гафіза (1971).
- «Ромео та Джульєтта» Вільяма Шекспіра (1988).
- «Захід і схід. (Майстри поетичного перекладу)» (1990). [Архівовано 13 травня 2015 у Wayback Machine.]